# La Sala (Gard)
Lasalle (en occità La Sala) és un municipi francès situat al departament del Gard i a la regió d'Occitània.